# Meranoplus oceanicus
Meranoplus oceanicus är en myrart som beskrevs av Smith 1862. Meranoplus oceanicus ingår i släktet Meranoplus och familjen myror. Inga underarter finns listade i Catalogue of Life.